# Muktananda
Muktananda, swami Muktananda Paramahansa (ur. 16 maja 1908 zm. 2 października 1982) – hinduski jogin i swami, guru siddhajogi.
Prowadził aśram w Ganeshpuri, założony przez awadhuta Bhagawana Nitjanandę. W 1976 odbył podróż na Zachód, podczas której założył organizację Siddha Yoga Dham.
Dzięki dyscyplinie, jaką utrzymywał w założonych przez siebie aśramach, oraz krytycznemu stosunkowi wobec postaw komercyjnych, stał się autorytetem w świecie jogi.
Lucyna Winnicka opisuje odwiedziny w aśramie w Ganeśpuri, publiczne darśany i rozmowy z Muktanandą w książce Podróż dookoła świętej krowy.